# Communauté de communes de Château-Renard
Die Communauté de communes de Château-Renard ist ein ehemaliger französischer Gemeindeverband mit der Rechtsform einer Communauté de communes im Département Loiret in der Region Centre-Val de Loire. Sie wurde am 12. Januar 2009 gegründet und umfasste zuletzt neun Gemeinden. Der Verwaltungssitz befand sich im Ort Château-Renard.

## Historische Entwicklung
Per 1. Januar 2016 bildeten die Gemeinden Douchy und Montcorbon eine Commune nouvelle unter dem Namen Douchy-Montcorbon.
Mit Wirkung vom 1. Januar 2017 fusionierte der Gemeindeverband mit der Communauté de communes du Betz et de la Cléry und bildete so die Nachfolgeorganisation Communauté de communes de la Cléry, du Betz et de l’Ouanne.

## Ehemalige Mitgliedsgemeinden
1. Château-Renard
2. Chuelles
3. Douchy-Montcorbon (C/N)
4. Gy-les-Nonains
5. Melleroy
6. Saint-Firmin-des-Bois
7. Saint-Germain-des-Prés
8. La Selle-en-Hermoy
9. Triguères